# Pectiniseta fulvithorax
Pectiniseta fulvithorax är en tvåvingeart som beskrevs av Malloch 1929. Pectiniseta fulvithorax ingår i släktet Pectiniseta och familjen husflugor. Inga underarter finns listade i Catalogue of Life.